# Bengasi (film)
Bengasi è un film di guerra del 1942 diretto da Augusto Genina.
Vinse la Coppa Mussolini al Festival di Venezia come miglior film italiano ed il protagonista, Fosco Giachetti, si aggiudicò la Coppa Volpi per la miglior interpretazione maschile.

## Trama
Nella Bengasi del 1941 infuria la guerra della campagna del Nordafrica. Mentre i cittadini italiani fuggono dalla città perché le truppe d'invasione inglesi avanzano in suolo italiano, il capitano Enrico Berti trafuga dei documenti importanti da casa sua e costringe la moglie Carla, che ha origini ungheresi, a fuggire insieme al figlioletto Sandro di quattro anni. Ma durante l'esodo su un camion insieme ad altri coloni, gli inglesi bombardano e il bimbo muore tra le braccia della madre Carla perché il camion si è ribaltato. Enrico perde un braccio durante un attacco e viene fatto prigioniero dagli inglesi. All'ospedale riceve la visita della moglie che però non ha il coraggio di raccontargli della morte del loro figlio.
Enrico, dopo essere guarito, finisce in un campo di prigionia inglese insieme ad altri compagni d'armi. Intanto a Bengasi Filippo Colleoni diventa interprete dei soldati inglesi che hanno invaso la città. In realtà è un ufficiale di stato maggiore dell'esercito italiano che si finge interprete per scoprire i piani bellici delle truppe britanniche. S'innamora di Giuliana, una ragazza conosciuta durante l'esodo dei coloni. Una vecchia contadina cerca il figlio di cui non si hanno più notizie dopo una battaglia. Finalmente lo trova dopo molte ricerche ma ha perso la vista durante il combattimento. Arrivati a casa la contadina scopre che il marito è stato ucciso da dei soldati inglesi ubriachi perché voleva impedire agli invasori di rovinargli le coltivazioni. Intanto Enrico evade dal campo di prigionia in cui era rinchiuso, ritorna a Bengasi e scopre dalla moglie Carla l'amara verità sulla morte del figlio Sandro.
Nel frattempo un soldato italiano sbandato trova rifugio in una casa di tolleranza di Bengasi dove s'innamora della prostituta Maria chiamata da tutti Fanny. Un giorno i soldati inglesi perquisiscono la casa nella speranza di trovare dei soldati italiani. Il soldato viene nascosto da Fanny e non viene trovato. Enrico comincia a collaborare con Filippo (che è stato aggredito in un rifugio antiaereo da cittadini italiani perché ritenuto una spia degli ufficiali britannici) per scoprire i piani degli inglesi. Dopo alterne vicende, Filippo viene scoperto dagli inglesi ed arrestato mentre Bengasi viene minata dagli inglesi in ritirata e molti dei suoi edifici distrutti. Al ritiro delle truppe inglesi i cittadini italiani scendono per le strade ad accogliere le truppe italiane e tedesche, festeggiando e sventolando le bandiere del Regno d'Italia e quelle del Terzo Reich. Le autorità italiane della città annunciano solennemente da un balcone che Bengasi è ritornata a far parte del regno d'Italia.

## Produzione

Giachetti in una foto di scena del film

Tipico esempio di pellicola ascrivibile al filone propagandistico, Bengasi venne realizzato negli studi di Cinecittà tra la primavera e l'estate del 1942.

## Distribuzione
La pellicola venne distribuita nel circuito cinematografico italiano il 5 settembre del 1942. Alcune scene del film interpretate da Vivi Gioi, Fedele Gentile e Laura Redi furono aggiunte nel 1955 quando usci una nuova versione del lungometraggio curata da Carlo Marco Bassoli con il titolo Bengasi anno '41.

## Accoglienza

### Critica
Francesco Pasinetti nelle pagine di Cinema del 25 settembre 1942 «Non è certo Bengasi un film istintivo fatto di slancio e di fantasia, ma dosatissino e sapiantemente organizzato allo scopo di raggiungere un fine di propaganda. L'opera ha un suo piglio vigoroso. La società produttrice ha messo a disposizione del regista tutti i mezzi, non badando a spese. È stato ricostruito a Cinecittà un intero quartiere di Bengasi, con interni lussuosi e masse enormi per gli esterni. Il bollettino pubblicitario del film ci fa sapere che sono stati impiegati 500 quintali di chiodi. Genina anziché scegliere gli interpreti dalla strada li ha scelti tra un vasto gruppo di attori professionisti, guidandoli con maestria che gli è propria...»

### Incassi
In base ai dati disponibili, Bengasi risultò uno dei film di maggior successo di pubblico in Italia del 1942, con un incasso pari a 16 milioni di lire dell'epoca, secondo solo al dittico Noi vivi-Addio Kira! diretto da Goffredo Alessandrini (realizzato come film unico ma distribuito in due parti a causa dell'eccessiva lunghezza), anch'esso rientrante nel filone apologetico, che introitò oltre 20 milioni.

## Premi
- Mostra internazionale d'arte cinematografica di Venezia del 1942
  - Coppa Mussolini
  - Coppa Volpi per la migliore interpretazione maschile  a Fosco Giachetti